# هیکیژو
پنیر هیکیژو (به پرتغالی: Requeijão)، یکی از معروف‌ترین انواع پنیر در پرتغال و برزیل است که از نظر نحوه ساخت بسیار شبیه پنیر ریکوتای ایتالیایی می‌باشد. بافت این پنیر متنوع بوده و از پنیر قالبی جامد تا پنیر خامه‌ای با بافت نرم را شامل می‌شود. به صورت سنتی این پنیر از شیر گوسفند و بز به دست می‌آید. در فرایند تهیه این پنیر معمولاً ۱۸ درصد حجم شیر تبدیل به هیکیژو می‌شود.

## هیکیژو در برزیل

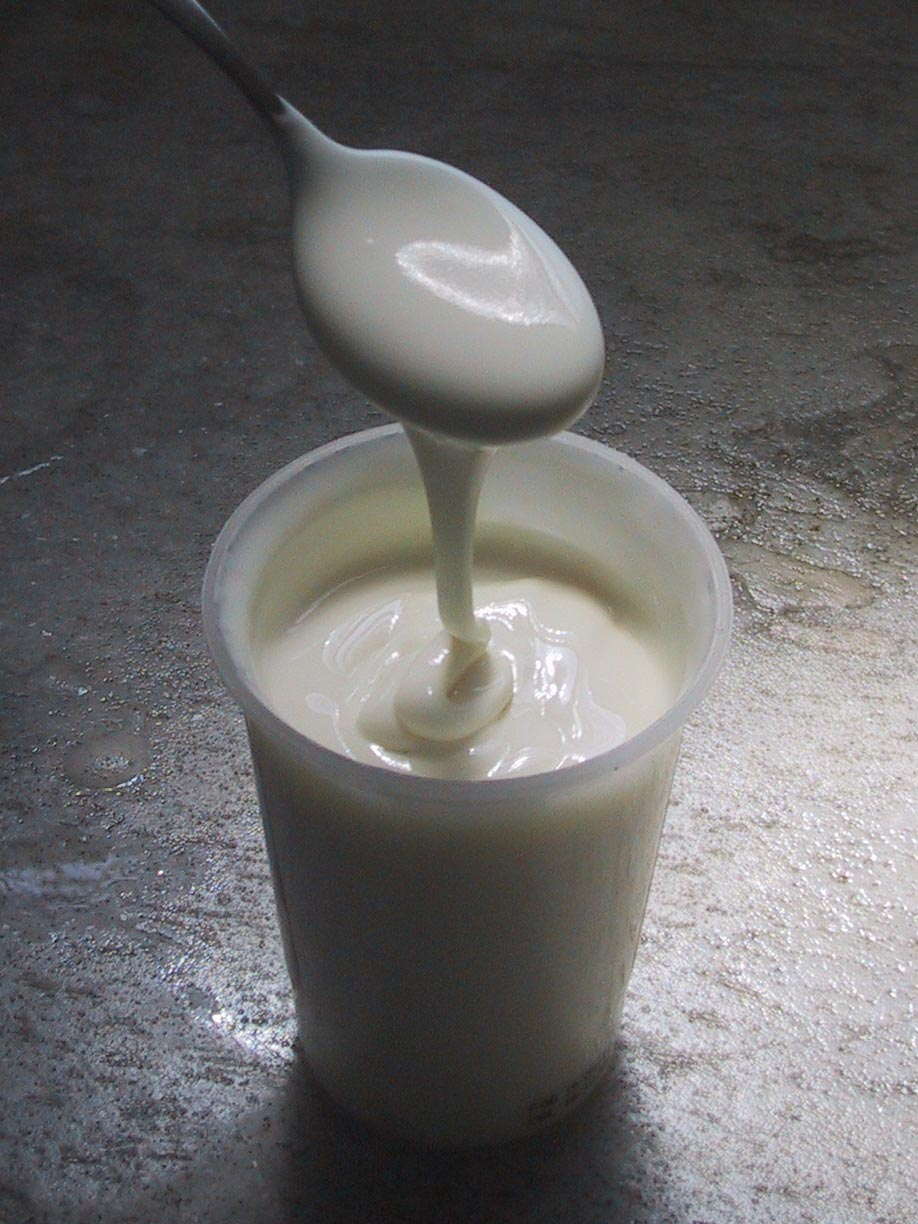
هیکیژوی خامه‌ای

هیکیژو در برزیل در دو نوع متفاوت تهیه می‌شود: جامد و خامه‌ای

### هیکیژوی جامد
هیکیژوی جامد قدیمی‌ترین شکل این نوع پنیر و اساساً یک محصول دست‌ساز به‌شمار می‌آید. این نوع از هیکیژو، جامد و زرد رنگ است و از شیر گاو به دست می‌آید و اغلب به دلیل شکل ظاهری‌اش با پنیر معمولی اشتباه گرفته می‌شود. این پنیر به وفور در آشپزی مناطق مختلف برزیل مثل گوییاس، سائو پائولو، میناس گرایس و شهرهای جنوب ایالت باهیا مورد استفاده قرار می‌گیرد.

### هیکیژوی خامه‌ای
هیکیژوی خامه‌ای به علت تولید انبوه صنعتی، در حال حاضر معمول‌ترین نوع هیکیژو در برزیل محسوب شده و بسیار محبوب است. این پنیر از ترکیب و فرآوری شیر خشک بدون چربی و خامه شیر تازه به دست می‌آید و برای اولین بار توسط یک بازرگان برزیلی به نام «مواسیر جی کاروالیو جیاز» (به پرتغالی: Moacyr de Carvalho Dias) در شهر بوسوس دی کالداس واقع در جنوب ایالت میناس گرایس تولید شده‌است. این محصول معمولاً در لیوان‌های شیشه‌ای یا پلاستیکی عرضه می‌شود.

از انواع سازگارتر هیکیژوی خامه‌ای، می‌توان به هیکیژوی کولیناریو (به پرتغالی: Requeijão Culinário) اشاره کرد که مناسب نگهداری در درجه حرارت بالا بدون تغییر ویژگی‌های آن می‌باشد.

## هیکیژو در پرتغال

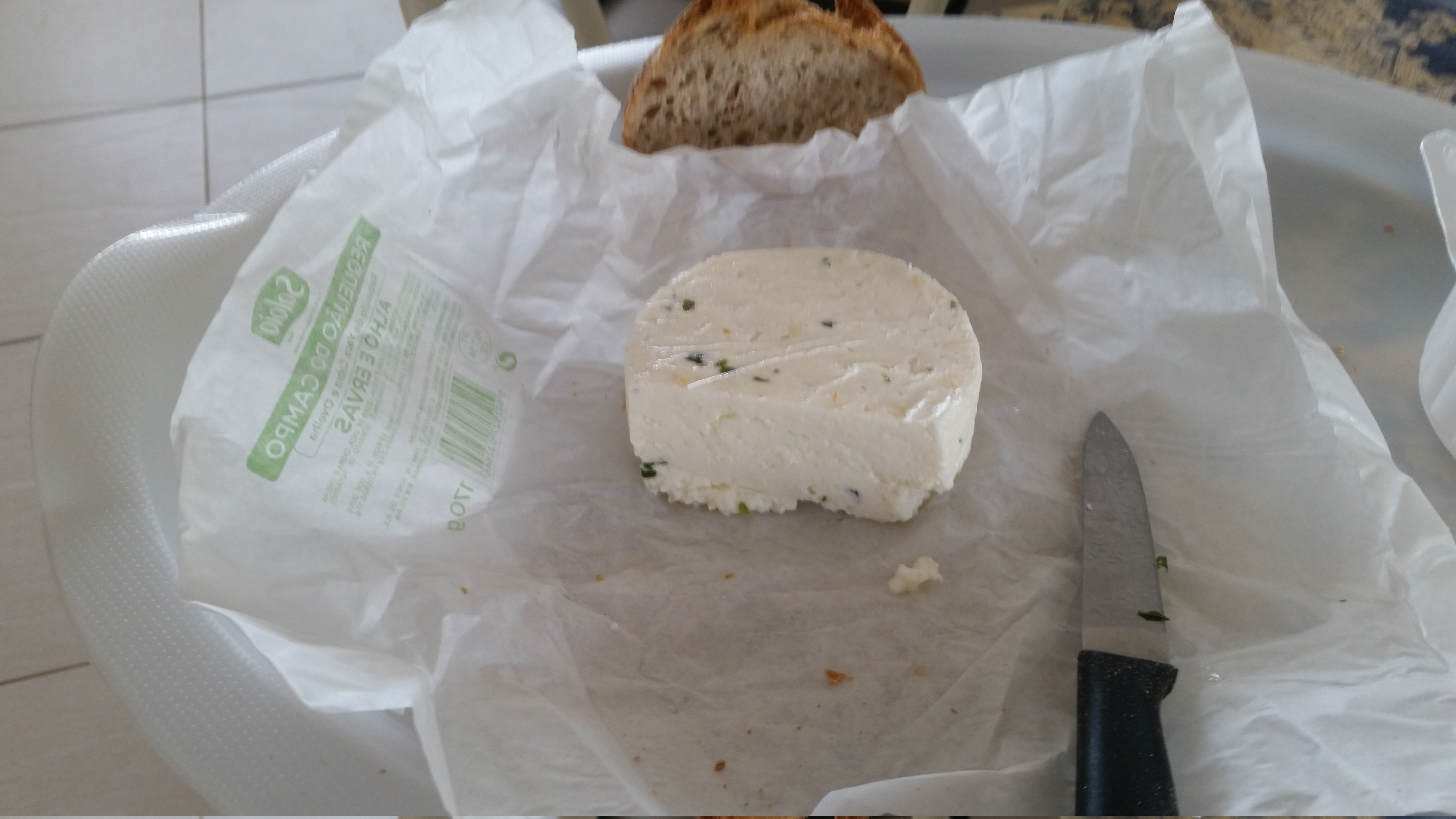
هیکیژوی پرتغالی

در پرتغال، این پنیر معمولاً جامد، دارای عطر و طعم قوی و شورتر از پنیر ریکوتا است و می‌توان آن را در درجه دمای بالا نگهداری کرد. هیکیژوی پرتغالی، به رنگ سفید تا سفید مایل به زرد است و معمولاً در ظروف پلاستیکی عرضه می‌شود.

## هیکیژوی خانگی
در حال حاضر بسیاری از مردم ترجیح می‌دهند با دستور ساخت اختصاصی خود هیکیژو را به صورت خانگی تهیه و تولید کنند. دستور ساخت هیکیژوی خانگی آنقدر متنوع است که گاهی حتی از آرد ذرت برای کش آمدن پنیر استفاده می‌شود.